# ورزشگاه نیژنی نووگورود
ورزشگاه نیژنی نووگورود (انگلیسی: Nizhny Novgorod Stadium) یک ورزشگاه فوتبال در نیژنی نووگورود، روسیه است.
این ورزشگاه که در سال ۲۰۱۵ شروع به ساخت شده و در سال ۲۰۱۸ تأسیس شده‌است، ورزشگاه نیژنی نووگورود که دارای ۴۴٬۸۹۹ نفر ظرفیت می‌باشد یکی از ورزشگاه‌های جام جهانی فوتبال ۲۰۱۸ است.